# Erik Vendt
Erik Vendt, né le 9 janvier 1981, est un nageur américain.
Il participe à trois éditions des Jeux olympiques (2000, 2004 et 2008). En 2000, il remporte la médaille d'argent dans l'épreuve du 400 m 4 nages. En 2004, il remporte une nouvelle médaille d'argent dans la même épreuve. Enfin, en 2008, il devient champion olympique du 4 × 200 m nage libre, épreuve où il ne participe qu'aux phases de qualifications.

## Palmarès

### Jeux olympiques
- Jeux olympiques de 2000 à Sydney,  Australie
  -  Médaille d'argent
- Jeux olympiques de 2004 à Athènes,  Grèce
  -  Médaille d'argent
- Jeux olympiques de 2008 à Pékin,  Chine
  -  Médaille d'or